# Embalse de Karún-3
El embalse de Karún-3 se encuentra en el río Karún, en la provincia de Juzestán, en Irán. El embalse también es conocido como lago de Dehdez, por la población del mismo nombre que se encuentra a unos 24 km al sudeste de la presa. La población importante más cercana es la ciudad de Izeh, a 25 km al oeste del embalse. 
Este embalse forma parte de una serie de pantanos de grandes dimensiones construidos en el río Karún para obtener energía hidroeléctrica y regular las inundaciones. En este caso, no existe el regadío, por hallarse en una zona despoblada y muy montañosa, a unos 50 km en ambas direcciones de los embalses de Karún-1 y Karún-4.

## La presa
La presa de Karún-3 es una presa de bóveda, doble arco o doble curvatura de hormigón, de 205 m de altura hasta los cimientos, unos 185 m sobre el lecho del río. Está construida en una estrecha garganta rocosa de caliza y calizas margosas, a occidente de los montes Zagros, en una zona de alto riesgo sísmico con un relieve que oscila entre los 1000 y los 2000 m de altitud. Su forma abombada hacia el lado del pantano hace que la fuerza del agua empuje la presa hacia abajo. Para su construcción se utilizaron 1,3 millones de metros cúbicos de hormigón.
A la derecha de la presa hay dos grandes aliviaderos en rampa con una capacidad de entre 13 300 y15 000 m³/s. La central hidroeléctrica consta de 21 km de túneles que varían entre 6,5 y 14 m de diámetro, y ocho turbinas Francis de 250 MW cada una que dan un total de 2000 MW a pleno funcionamiento y 4137 GW anuales.

## El puente
A unos 3,5 km de la presa se ha construido uno de los puentes más espectaculares del mundo, el puente de Karún-3, de 235 m de altura y 252 m de longitud en el vacío.